# شویا (حاصبیا)
شویا (به عربی: شویا) یک منطقهٔ مسکونی در لبنان است که در شهرستان حاصبیا واقع شده‌است. شویا ۱٬۰۷۰ متر بالاتر از سطح دریا واقع شده‌است.